# Regan McNeil
Regan Teresa MacNeil (Los Angeles, 11 de novembro de 1961) é uma personagem fictícia do livro O Exorcista, de William Peter Blatty, e da adaptação de mesmo nome, dirigida por William Friedkin, bem como sua primeira sequência, O Exorcista II: O Herege, este dirigido por John Boorman. Em ambos, a personagem foi interpretada por Linda Blair.

## Personagem
No primeiro filme, Regan é uma garota de 12 anos, filha da atriz de sucesso Chris MacNeil. Ela está em conflito entre a agenda lotada de sua mãe e o fato de que seus pais estão num processo de divórcio bastante difícil, pai que se encontra na Europa e não é visto durante o filme.
Ela é descrita como tímida e bastante diferente das demais garotas da sua idade, e não costuma agir agressivamente. Ela vive em função de sua mãe, além de ter o hábito de fazer animais de argila como presentes pra ela, bem como deixar uma rosa como presente na mesa da cozinha todas as manhãs. Chris tem a motivação de ser uma boa mãe, passando todo o seu tempo livre com Regan. Por ser ateista, ela não ensina religião à sua filha, e quando Regan questiona sobre Deus, ela tenta responder da melhor maneira possível.
Apesar de Chris conhecer Regan muito bem, demora um tempo para que ela perceba que as mudanças drásticas que Regan vem apresentando não são de origem neurológica. Assim que ela admite a possibilidade de possessão, ela imediatamente consulta o Padre Damien Karras e pede que ele avalie Regan para que um exorcismo possa ser efetuado.

## O Exorcista II: O Herege
A sequência, O Exorcista II: O Herege, se passa quatro anos após os acontecimentos de O Exorcista. Regan, agora com 16 anos, está vivendo em Nova York, passando por terapia e alega não se lembrar de nada do que aconteceu em Washington, D.C., enquanto seu psiquiatra acredita que suas memórias estão reprimidas. Conforme a história se desenvolve, é revelado que Regan possui poderes de cura espiritual (motivo pelo qual Pazuzu a possuiu anteriormente).

## O Exorcista III
O filme deixa a impressão de que Regan deu à luz gêmeos, que nasceram possuídos, mas foram abandonados. A história caminha para um roteiro semelhante ao livro de William Peter Blatty, Legião. John Carpenter gostaria de dirigir o filme, mas Blatty acabou dirigindo-o e mudando o roteiro.

## Atrizes

### Consideradas para o papel
- April Winchell (atriz e comediante): afirma que foi seriamente cogitada para o papel, até ter desenvolvido uma infecção nos rins, que fez com que ela fosse hospitalizada e retirada de cogitação.
- Denise Nickerson, conhecida por ter interpretado Violet Beauregarde em Willy Wonka & the Chocolate Factory (1971), também foi considerada, mas o roteiro deixou seus pais muito perturbados.
- Pamelyn Ferdin se candidatou ao papel, mas os produtores acharam que ela era muito conhecida para tal.
- Sharon Stone também foi considerada.
- Jamie Lee Curtis foi sondada pelos produtores, mas sua mãe Janet Leigh recusou a proposta.
- Carrie Fisher e sua mãe Debbie Reynolds foram sondadas para os papeis de Regan e Chris MacNeil, de acordo com a Variety Magazine.
- Brooke Shields foi considerada, mas William Friedkin não deu o papel à ela pois achou que ela era muito jovem para o papel, de acordo com a Panorama Magazine. Na época, ela tinha 8 anos.

### Audicionadas
- Anissa Jones, conhecida pelo papel de Buffy em Family Affair, fez uma audição para o papel, mas foi rejeitada.
- Kim Basinger, que ainda trabalhava como modelo.
- Laura Dern e Eve Plumb também fizeram audições.
- Melanie Griffith posteriormente revelou que fez uma audição para o papel.

### Foram oferecidas ao papel
- Kay Lenz rejeitou o papel porque não gostou do roteiro. Além disso, William Friedkin a achou muito velha para o papel.
- Dana Plato alegou que recebeu uma proposta, mas sua mãe a impediu de aceitar. No livro Former Child Stars: The Story of America's Least Wanted, William Peter Blatty posteriormente disse que não se lembra de ter feito essa proposta e que Plato havia sido a fonte desse rumor. Plato recebeu um papel em O Exorcista II: O Herege.
- No final, Linda Blair foi selecionada entre 600 candidatas para o seu papel mais notável em O Exorcista.

## O Exorcista- Série
Na série  O Exorcista, produzida pela Fox, a personagem reaparece, tentando se livrar do seu passado de exposição na midia, sob o nome de Angela Rance (Geena Davis). Na trama, o demônio Pazuzu tenta se apoderar novamente de seu corpo atraves de sua filha Casey Rance (Hannah Kasulka).